# Lobodiscaceae
Famille
Les Lobodiscaceae sont une famille d'algues de l'embranchement des Bacillariophyta (Diatomées), de la classe des Coscinodiscophyceae et de l’ordre des Coscinodiscales.

## Étymologie
Le nom de la famille vient du genre type Lobodiscus, composé de lob-, « gousse ; lobe », et discus, disque. 

## Distribution
Le genre type Lobodiscus a été découvert dans des dépôts de l'étage Miocène du plateau Vitim (Russie).

## Liste des genres
Selon AlgaeBase (2 juillet 2022) :
- Lobodiscus (Tscher.) Lupik. et Khurs., 1991 (†)

## Systématique
Le nom correct complet (avec auteur) de ce taxon est Lobodiscaceae Lupikina & Khursevich.